# Racomitrium didymum
Racomitrium didymum là một loài Rêu trong họ Grimmiaceae. Loài này được (Mont.) Lorentz mô tả khoa học đầu tiên năm 1866.